# Malles Venosta
Malles Venosta (Mals in tedesco, Måls in dialetto sudtirolese) è un comune italiano di 5 246 abitanti della provincia autonoma di Bolzano in Trentino-Alto Adige. Sito nell'alta Val Venosta, è un comune di mercato.

## Geografia fisica
Tra le valli laterali appartenenti al comune di Malles Venosta vi sono la val di Mazia (rio Saldura), la valle di Planol (rio Puni) e la valle Slingia (rio Melz).
È uno dei quattro comuni italiani a confinare con due stati esteri (gli altri sono Courmayeur, Curon Venosta e Tarvisio), e fra essi l'unico a non giungere al punto di triplice frontiera.

## Origini del nome
Il toponimo è attestato come Malles nel 1094 o Malettes (dalla denominazione del già citato altopiano). Nel 1266 il nome appare mutato in Mals, rifacendosi al tema pre-romano mal-, significante "altura, monte".

## Storia
Il primo luogo soggetto ad insediamento umano e di più antica colonizzazione nel territorio comunale è la località Malettes, un altopiano con altitudine media di 1.597 m s.l.m., sito ad est sopra l'abitato odierno.
La collina di Tarces, risulta rocciosa e fu popolata nel periodo pre-romano. Tale affermazione viene consolidata con i reperti archeologici che sono stati trovati dal 1900 in poi e ulteriormente con gli scavi che hanno avuto inizio nell'anno 2000. Il referto più antico che porta le insegne della civiltà retica fu trovata nel 1953 negli scavi per l'irrigazione. Si tratta di una punta di corno di cervo lunga 12 centimetri, di cui una parte levigata e con l'inscrizione lavisiel riviselchu tinach che tradotta significa lavisel consacra riviselchu (il corno).
Nel 1999 dopo che gli scavi a Ganglegg (a Sluderno un posto non distante) furono terminati, sulla collina da Tarces degli archeologi che fecero un sopralluogo ritrovarono una spada celtica. Dopo tale ritrovamento sono stati stanziati dei fondi pubblici per effettuare alcuni scavi di ricerca. Nelle fosse di Stocker sono stati ritrovati dei resti di un insediamento di una casa retica. Dopo tale ritrovamento il periodo di scavi è stato prolungato e i resti di una casa sono stati completamente liberati dalla terra. Nelle fosse si sono accumulati resti di dure morene, ideali per la costruzione di case su più livelli. Gli scavi ci hanno permesso di vedere il tipo di abitazioni del periodo pre-romano (seconda meta del V secolo – prima metà del III secolo a.C.) in val Venosta. In base agli scavi si presume che un in un insediamento ci fossero minimo 80 case. Affinché la saga della città sulla collina di Tarces potrebbe avere sfondo storico.
Sembra certo che i Romani si siano fermati e trattenuti anche a Malles: l'abitato è posto infatti lungo l'antica Via Claudia Augusta.
Nel 2011, scavi archeologici condotti dall'Università di Innsbruck presso il maso Paulihof hanno portato alla luce reperti del periodo romano, probabilmente facenti parte dell'arredo di una villa rustica.
Nel XII secolo Malles fu sede del tribunale ecclesiastico di Coira.
La reggente del Tirolo, Claudia de' Medici, conferì al paese di Malles, il 13 gennaio 1642, lo stemma e concesse ad esso il diritto di mercato per due fiere annuali: il 23 aprile o mercato di San Giorgio (Georgimarkt) e il 16 ottobre o mercato di San Gallo (Gollimarkt).
Tra l'abitato di Malles e quello di Glorenza è situato lo Sbarramento Malles-Glorenza, un avamposto del Vallo Alpino in Alto Adige, che con i suoi bunker difendeva il territorio da una possibile invasione.
Durante la seconda guerra mondiale, il 9 settembre 1943 il comandante dell'esercito italiano a Malles, il Generale Angelo Polli fu il primo catturato tra gli ufficiali italiani da parte di un gruppo dei corpi speciali delle SS, e condotto nei campi di sterminio tedeschi. 
A Malles è stato costruito e certificato il primo edificio passivo (vale a dire che riesce a riscaldarsi senza disporre di caldaia, termosifoni o analoghi impianti) in Italia.

### Simboli
Lo stemma fu concesso dall'imperatore d'Austria Ferdinando III e da Claudia de' Medici, reggente del Tirolo, il 13 gennaio 1642. In loro onore, la parte superiore riporta i colori della casa d'Austria, quella inferiore tre palle rosse in campo dorato, dallo stemma della famiglia de' Medici. Lo stemma è stato riconosciuto con decreto del capo del governo del 21 ottobre 1928.

## Monumenti e luoghi d'interesse
Malles Venosta è famosa in particolare per le sue chiese e i campanili romanici.

### Architetture religiose
- Chiesa di Santa Maria Assunta, parrocchiale di Malles.
- Abbazia di Monte Maria a Burgusio, monastero benedettino eretto attorno al 1200.
- Chiesa di San Benedetto, contenente affreschi di epoca carolingia.
- Chiesa dell'Immacolata Concezione della Beata Maria Vergine a Burgusio.
- Chiesa di San Lorenzo a Clusio.
- Chiesa di San Lucio a Laudes.
- Chiesa di San Florino a Mazia.
- Chiesa di San Nicolò a Planol.
- Chiesa di Sant'Antonio Abate a Slingia.
- Chiesa di Tarces, che sorge sull'omonimo colle (Tartscher Bühel) e racchiude al suo interno un altare tardo-quattrocentesco, opera di Ivo Strigel di Memmingen. L'altare venne rubato nel 1958 e successivamente recuperato nel 2011.

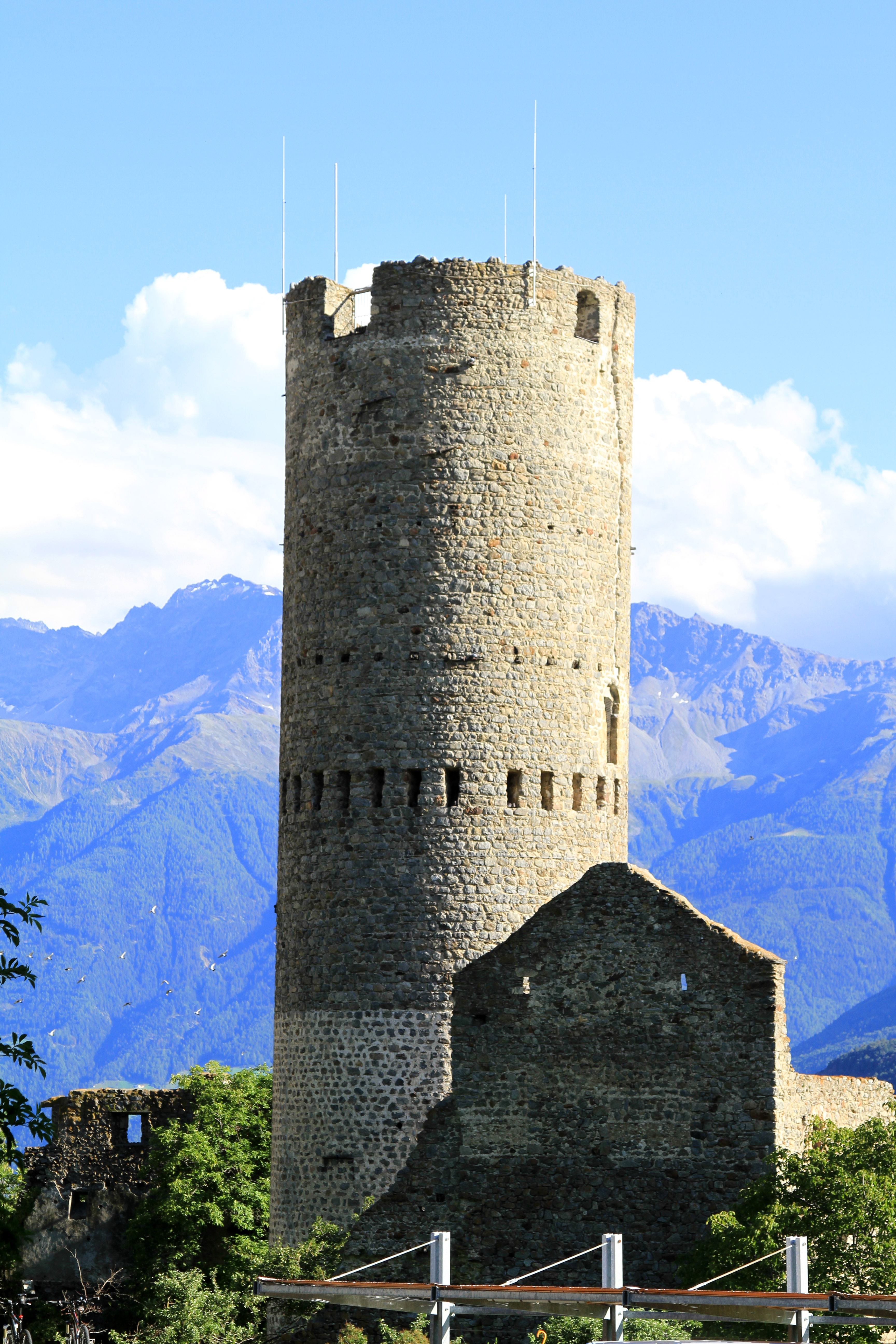
Torre e resti del castello medievale

### Architetture militari
A Malles Venosta si trovava la caserma "Sigfrido Wackernell", sede della 46ª (caserma di Glorenza), della 48ª e della 49ª Compagnia degli Alpini e della 109ª Compagnia Mortai da 120 del battaglione alpini "Tirano", appartenente alla brigata alpina "Orobica", entrambe soppresse. La caserma di Glorenza è stata demolita. Della caserma Wackernell resta la palazzina comando (ora ospita la Polizia di Stato) e la parte più a nord (ora stazione dei Carabinieri). La palazzina truppa, la mensa, la mascalcia e le scuderie sono state abbattute.
Altre strutture militari e affini sono:
- la torre rotonda medievale Fröhlichsburg, restaurata nel 2004;[15]
- il castello del Principe (Fürstenburg), a Burgusio;
- i castelli di Màzia di Sopra e di Sotto;[16]
- il sacrario militare di Passo Resia, presso Burgusio.

## Società

### Ripartizione linguistica
La sua popolazione è in maggioranza germanofona:
| %      | Ripartizione linguistica (gruppi principali) |
| ------ | -------------------------------------------- |
| 87,23% | madrelingua tedesca                          |
| 12,70% | madrelingua italiana                         |
| 0,06%  | madrelingua ladina                           |

### Evoluzione demografica
Abitanti censiti

## Geografia antropica

### Frazioni
Il comune è suddiviso amministrativamente in 10 frazioni con una propria amministrazione: Ultimo-Alsago (Ulten-Alsack), Burgusio (Burgeis), Clusio (Schleis), Laudes (Laatsch), Mazia (Matsch), Malles (Mals), Planol (Planeil), Slingia (Schlinig), Tarces (Tartsch) e Piavenna (Plawenn).

## Economia

### Artigianato
Per quanto riguarda l'artigianato, importante e rinomata è la produzione di mobili in legno.

### Trasporti
Malles per la sua attenzione a favorire il turismo sostenibile e la mobilità dolce fa parte del consorzio delle Perle delle Alpi.

## Infrastrutture e trasporti
Malles è l'ultima stazione della ferrovia della Val Venosta, che unisce il paese a Merano. Inaugurata nel 1906, la tratta venne chiusa nel 1990 dalle Ferrovie dello Stato, per poi essere riattivata nel 2005 sotto la gestione della Società Autobus Alto Adige (SAD).
Nel territorio è presente l'area sciistica Watles-Malles.

## Amministrazione
| Periodo | Periodo | Primo cittadino | Partito | Carica  | Note |
| ------- | ------- | --------------- | ------- | ------- | ---- |
| 1991    | 2008    | Josef Noggler   | SVP     | Sindaco |      |
| 2009    | 2020    | Ulrich Veith    | SVP     | Sindaco |      |
| 2020    |         | Josef Thurner   | SVP     | Sindaco |      |

### Gemellaggi
La frazione di Burgusio è gemellata con:
- Lohr in Bassa Franconia
- Beilngries in Alta Baviera
- Weingarten in Baden-Württemberg